# Roustem Khouzine
Roustem Agzamovitch Khouzine (en russe : Рустем Агзамович Хузин) est un footballeur et entraîneur de football russe né le 30 janvier 1972 à Kazan.
Formé au sein de cette même ville, il commence sa carrière sous les couleurs du Rubin Kazan en 1988 et passe une grande partie de sa carrière dans ce club, pour lequel il joue de 1988 à 1993, puis de 1997 à 1999 et enfin de 2005 à 2006. Il évolue également au Rotor Volgograd, avec qui il découvre la première division russe en 1994, puis au Lada Dimitrovgrad entre 1995 et 1996 et enfin à l'Amkar Perm de 2000 à 2004.
Se reconvertissant comme entraîneur après la fin de sa carrière, Khouzine dirige notamment le Neftekhimik Nijnekamsk en deux temps entre juin 2013 et décembre 2016 puis le Luch Vladivostok de juin 2018 à octobre 2019. Il occupe le poste d'entraîneur de l'Amkar Perm depuis le mois de juillet 2021.

## Biographie

### Carrière de joueur
Né et formé à Kazan, Roustem Khouzine intègre en 1988 les rangs du Rubin Kazan et fait la même année ses débuts en troisième division soviétique à l'âge de 16 ans, bien que ne jouant qu'une seule rencontre cette saison-là. Il devient dans les années qui suivent un titulaire régulier de l'équipe première, disputant 163 matchs et marquant huit buts entre 1989 et 1993 dans les divisions inférieures soviétiques puis russes.
Ses performances lui valent d'être repéré par le Rotor Volgograd, qui le recrute en début d'année 1994. Il découvre sous ses couleurs la première division, où il joue quinze matchs, la plupart du temps comme remplaçant. Il y dispute également sa seule rencontre européenne en Coupe UEFA contre le FC Nantes, qui s'achève par une défaite 3-0 des siens lors du match retour du premier tour le 27 septembre 1994.
Après ce bref passage dans l'élite, Khouzine rejoint en 1995 les rangs du Lada Dimitrovgrad en troisième division où il évolue deux saisons, contribuant notamment à la première place du club dans la zone Centre en 1996. Il fait ensuite son retour au Rubin Kazan au début de 1997 et aide le club à la promotion la même année en remportant pour la deuxième fois de suite la zone Centre du troisième échelon. Il dispute par la suite deux saisons supplémentaires en deuxième division jusqu'en 1999.
Il quitte Kazan en début d'année 2000 pour rallier l'Amkar Perm. Évoluant ces couleurs de 2000 à 2004, il cumule 161 rencontres disputées sur cinq saisons et contribue notamment à la victoire du club dans le championnat de deuxième division en 2003. Il fait dans la foulée son retour dans l'élite à l'occasion de l'exercice 2004, jouant 22 rencontres tandis que l'Amkar parvient à se maintenir.
Khouzine quitte par la suite Perm pour revenir une dernière au Rubin Kazan, pour qui il fait une dizaine d'apparitions durant les saisons 2005 et 2006 avant de mettre un terme définitif à sa carrière à la fin de cette dernière année, à l'âge de 34 ans.

### Carrière d'entraîneur
Après avoir raccroché les crampons, Khouzine se reconvertit comme entraîneur, intégrant en début d'année 2007 l'encadrement technique du Rubin Kazan en tant qu'assistant de Kurban Berdyev. Il est réassigné au mois de septembre 2007 comme entraîneur principal du club-école du Rubin-2, qu'il dirige jusqu'en fin d'année 2008.
En janvier 2009, il est recruté par l'Amkar Perm où il dirige les équipes de jeunes ainsi que l'équipe réserve. Après le départ de l'entraîneur Miodrag Božović en juin 2012, Khouzine est nommé entraîneur par intérim avant d'être confirmé à ce poste dans les faits. Il ne peut cependant officiellement prendre officiellement son poste qu'au début du mois de janvier 2013 car n'ayant alors pas encore de licence UEFA Pro, la place d'entraîneur étant occupée durant cette période par Nikolaï Troubachev. Il dirige par la suite l'équipe pour la fin de la saison 2012-2013, l'amenant à la onzième position avant d'être renvoyé en fin d'exercice.
Quelques jours après son départ de Perm, Khouzine est nommé à la tête du Neftekhimik Nijnekamsk en deuxième division en juin 2013. Dirigeant ainsi l'équipe durant la saison 2013-2014, il termine par la suite dix-septième et relégué avant de quitter son poste en juin 2014. Il est rappelé à nouveau au poste d'entraîneur au mois d'août 2015 et amène cette fois le club à la première place de la zone Oural-Povoljié du troisième échelon à la fin de l'exercice 2015-2016. Après de mauvais débuts en deuxième division la saison suivante, il est à nouveau démis de ses fonctions au mois de décembre 2016. Il termine ensuite la saison à la tête du Lada Togliatti entre février et juin 2017.
Khouzine retrouve par la suite un poste au mois de juin 2018 en prenant la direction du Luch Vladivostok. Sous ses ordres, le club atteint la douzième place de la deuxième division lors de la saison 2018-2019. Il démissionne ensuite de son poste au mois d'octobre 2019 alors que l'équipe est en méforme,.
Au mois de janvier 2020, Khouzine est nommé à la tête du Zvezda Perm en troisième division. Il n'a cependant pas la possibilité de diriger le moindre match pour le reste de la saison 2019-2020 en raison de l'arrêt prématuré du championnat lié à la pandémie de Covid-19 en Russie. Après avoir emmené l'équipe à la sixième place de son groupe lors de l'exercice suivant, il quitte son poste à l'issue de la saison pour prendre la direction de l'autre équipe locale de l'Amkar Perm.

## Statistiques

### Statistiques de joueur
| Saison                | Club                  | Championnat           | Championnat | Championnat | Coupe(s) nationale(s) | Coupe(s) nationale(s) | Compétition(s) continentale(s) | Compétition(s) continentale(s) | Compétition(s) continentale(s) | Total | Total |
| Saison                | Club                  | Division              | M.          | B.          | M.                    | B.                    | Comp.                          | M.                             | B.                             | M.    | B.    |
| 1988                  | Rubin Kazan           | D3                    | 1           | 0           | -                     | -                     | -                              | -                              | -                              | 1     | 0     |
| 1989                  | Rubin Kazan           | D3                    | 34          | 0           | -                     | -                     | -                              | -                              | -                              | 34    | 0     |
| 1990                  | Rubin Kazan           | D4                    | 30          | 0           | -                     | -                     | -                              | -                              | -                              | 30    | 0     |
| 1991                  | Rubin Kazan           | D4                    | 35          | 2           | -                     | -                     | -                              | -                              | -                              | 35    | 2     |
| 1992                  | Rubin Kazan           | D2                    | 32          | 0           | -                     | -                     | -                              | -                              | -                              | 32    | 0     |
| 1993                  | Rubin Kazan           | D2                    | 31          | 6           | 1                     | 0                     | -                              | -                              | -                              | 32    | 6     |
| Sous-total            | Sous-total            | Sous-total            | 163         | 8           | 1                     | 0                     | -                              | -                              | -                              | 164   | 8     |
| 1994                  | Rotor Volgograd       | D1                    | 15          | 0           | 2                     | 0                     | C3                             | 1                              | 0                              | 18    | 0     |
| 1995                  | Lada Dimitrovgrad     | D3                    | 25          | 0           | 3                     | 0                     | -                              | -                              | -                              | 28    | 0     |
| 1996                  | Lada Dimitrovgrad     | D3                    | 38          | 0           | 4                     | 0                     | -                              | -                              | -                              | 42    | 0     |
| Sous-total            | Sous-total            | Sous-total            | 78          | 0           | 9                     | 0                     | -                              | 1                              | 0                              | 88    | 0     |
| 1997                  | Rubin Kazan           | D3                    | 40          | 0           | 3                     | 0                     | -                              | -                              | -                              | 43    | 0     |
| 1998                  | Rubin Kazan           | D2                    | 37          | 0           | 2                     | 0                     | -                              | -                              | -                              | 39    | 0     |
| 1999                  | Rubin Kazan           | D2                    | 31          | 1           | 1                     | 0                     | -                              | -                              | -                              | 32    | 1     |
| Sous-total            | Sous-total            | Sous-total            | 108         | 1           | 6                     | 0                     | -                              | -                              | -                              | 114   | 1     |
| 2000                  | Amkar Perm            | D2                    | 34          | 0           | 3                     | 0                     | -                              | -                              | -                              | 37    | 0     |
| 2001                  | Amkar Perm            | D2                    | 26          | 0           | 3                     | 0                     | -                              | -                              | -                              | 29    | 0     |
| 2002                  | Amkar Perm            | D2                    | 31          | 0           | 3                     | 0                     | -                              | -                              | -                              | 34    | 0     |
| 2003                  | Amkar Perm            | D2                    | 39          | 0           | 2                     | 0                     | -                              | -                              | -                              | 41    | 0     |
| 2004                  | Amkar Perm            | D1                    | 22          | 0           | 1                     | 0                     | -                              | -                              | -                              | 23    | 0     |
| Sous-total            | Sous-total            | Sous-total            | 152         | 0           | 9                     | 0                     | -                              | -                              | -                              | 161   | 0     |
| 2005                  | Rubin Kazan           | D1                    | 7           | 0           | 2                     | 0                     | -                              | -                              | -                              | 9     | 0     |
| 2006                  | Rubin Kazan           | D1                    | -           | -           | 1                     | 0                     | -                              | -                              | -                              | 1     | 0     |
| Sous-total            | Sous-total            | Sous-total            | 7           | 0           | 3                     | 0                     | -                              | -                              | -                              | 10    | 0     |
| Total sur la carrière | Total sur la carrière | Total sur la carrière | 508         | 9           | 28                    | 0                     | -                              | 1                              | 0                              | 537   | 9     |

### Statistiques d'entraîneur
| Rubin-2 Kazan          | 10 septembre 2007 | décembre 2008    | 44  | 18  | 9   | 17  | 40,9 |
| Amkar Perm             | 18 janvier 2013   | 15 juin 2013     | 11  | 2   | 4   | 5   | 18,2 |
| Neftekhimik Nijnekamsk | 28 juin 2013      | 1er juin 2014    | 38  | 8   | 12  | 18  | 21,1 |
| Neftekhimik Nijnekamsk | 24 août 2015      | 29 décembre 2016 | 46  | 17  | 12  | 17  | 37,0 |
| Lada Togliatti         | 16 février 2017   | 13 juin 2017     | 8   | 0   | 2   | 6   | 0,0  |
| Luch Vladivostok       | 6 juin 2018       | 19 octobre 2019  | 56  | 14  | 24  | 18  | 25,0 |
| Zvezda Perm            | 15 janvier 2020   | 30 juin 2021     | 32  | 19  | 4   | 9   | 59,4 |
| Amkar Perm             | 1er juillet 2021  | 9 avril 2023     | 48  | 27  | 7   | 14  | 56,3 |
| Total                  | Total             | Total            | 608 | 299 | 149 | 160 | 49,2 |

## Palmarès de joueur
| Amkar Perm - Championnat de Russie D2 (1) : - Champion : 2003. |